# Пипа (футболист)
Гонсало Авила Гордон (исп. Gonzalo Ávila Gordón; родился 26 января 1998 года, Эспаррегера, Испания), более известный как Пипа (исп. Pipa) — испанский футболист, защитник болгарского клуба «Лудогорец».

## Клубная карьера
Пипа является воспитанником «Эспаньола». За дубль клуба дебютировал в матче против дубля Валенсии. Всего за дубль Эспаньола Пипа сыграл 59 матчей, где забил 4 мяча. В 2019 году перешёл в аренду в Химнастик Таррагона. За клуб дебютировал в матче против «Кордовы». Всего за «Химнастик» Пипа сыграл 18 матчей, где получил две жёлтых карточки.
За «Эспаньол» дебютировал в матче против «Сельты». Всего за клуб Пипа сыграл 13 матчей, где отдал 3 голевые передачи.
7 сентября 2020 года за 700 тысяч евро Пипа перешёл в «Хаддерсфилд Таун». За клуб дебютировал в матче против «Норвич Сити». Свой первый гол за «Хаддерсфилд» Пипа забил в ворота «Миллуолла». В сезоне 2020/2021 Гонсало Авила Гордон сыграл 37 матчей, где забил два мяча. 16 августа 2021 года растянул пах и пропустил начало сезона. Всего за клуб Пипа сыграл 54 матча, где забил 2 мяча и отдал 6 голевых передач.
25 июня 2022 года стал игроком греческого футбольного клуба «Олимпиакос», сумма трансфера составила 2 млн евро. За клуб дебютировал в квалификации Лиги Чемпионов против «Маккаби Хайфа». В чемпионате дебютировал в матче против «ПАС Янина», где отдал голевую передачу. Всего за клуб сыграл 21 матч, где отдал голевую передачу.
1 февраля 2023 года стало известно, что Пипа продолжит карьеру в болгарском клубе «Лудогорец». За клуб дебютировал в чемпионате Болгарии в матче против «Славии София».
Летом 2024 года перешёл на правах аренды в «Бургос».

## Карьера в сборной
Пипа за сборную Испании до 19 лет сыграл 5 матчей. За молодёжную сборную Испании принял участие на турнире, где отыграл весь групповой этап.